# Regenerative Fallfilm-Technologie

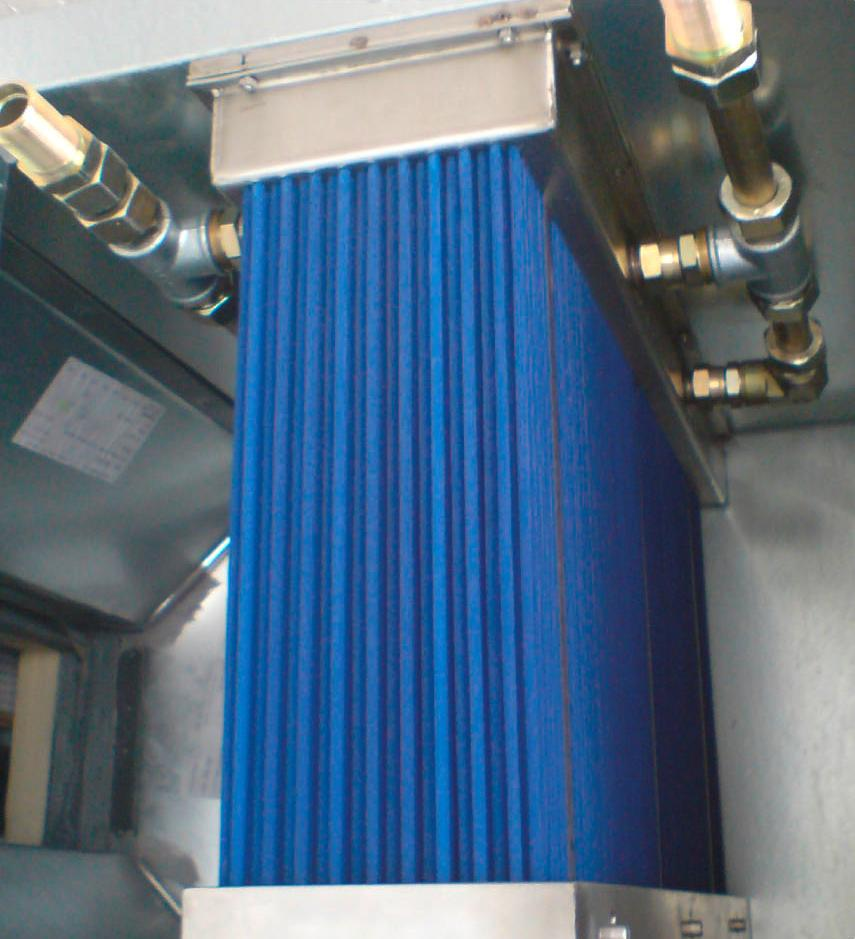
Fallfilmmodul

Mit der Fallfilmtechnologie können Stoffe aus gasförmigen Phasen, wie z. B. Luft, in Flüssigkeit abgeschieden werden, oder Gas kann mit Flüssigkeit beladen werden.
Die Filtration mit regenerativem Fallfilmverfahren basiert auf einer nassmechanischen und/oder nasschemischen Abscheidung aus gasförmigen Phasenströmen in Flüssigkeit. Dabei werden an einem dünnen Flüssigkeitsfilm, der an einem Rohr oder Schlauch herunterrieselt, Stoffe aus einem Gasvolumenstrom abgeschieden.
Ein Fallfilm-Modul besteht aus mehreren parallel und in Reihe angeordneten Rohren.

## Funktionsprinzip

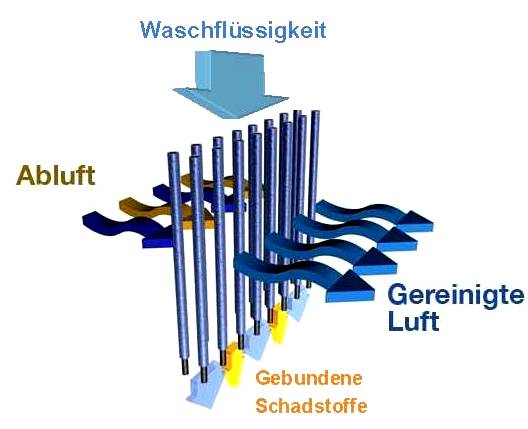
Funktionsprinzip der regenerativen Fallfilmtechnologie anhand der Abluftreinigung

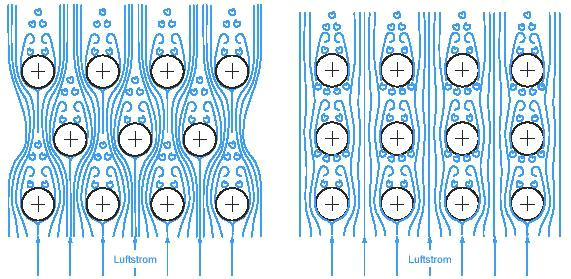
Anordnungen von Rohrmodulen mit Strömungsbahnen, links versetzt, rechts hintereinander

Die Flüssigkeit fließt in einem Reaktor an Rohren oder Schläuchen von oben nach unten in einem möglichst gleichmäßigen Flüssigkeitsfilm, der die Reaktionsfläche für den Stoffübergang darstellt. Das Gas strömt horizontal durch den Reaktor. Um Tröpfchenbildung und Tröpfchenmitnahme durch den Gasvolumenstrom zu vermeiden, ist eine niedrige Fließgeschwindigkeit des Flüssigkeitsfilms und ein gutes Haftvermögen der Flüssigkeit an den Schläuchen notwendig. Dann ist auch kein nachgeschalteter Tropfenabscheider nötig.
Die Waschflüssigkeit kann je nach Anwendung aus Wasser, Ölen oder anderen Stoffen bestehen. Sie wird im Kreislauf gefahren und durch eine Verteilerkammer, die oberhalb der Schläuche angeordnet ist, an die Schläuche gleichmäßig verteilt. Unterhalb des Filtermoduls wird sie in einem Arbeitstank aufgefangen und in die Verteilerkammer zurückbefördert. Fallfilm-Filter können sowohl autark betrieben werden, indem das verbrauchte Wasser dem Wasservorratstank entnommen wird, als auch stationär mit einem Festanschluss an eine Trinkwasserversorgung.
Die Abscheideleistung ist abhängig von den Eigenschaften des abzuscheidenden Stoffes, seiner Konzentration und vom Volumenstrom, von den Eigenschaften der Waschflüssigkeit sowie der Bauweise des Reaktors. Dabei ist v. a. die Anzahl und Anordnung der Röhrchen im Reaktorraum entscheidend. Bei großem Gasvolumenstrom, oder um eine höhere Abscheideleistung zu erreichen, werden mehrere Fallfilm-Module parallel oder in Reihe angeordnet.
Die größte Abscheideleistung wird mit kleinem Schlauchdurchmesser und versetzter Anordnung der Schläuche bewirkt. Viele dünne Schläuche ergeben entsteht eine relativ große Phasengrenzfläche zwischen Gas und Flüssigkeit.
Die versetzte Anordnung der Rohre bewirkt eine stetige Turbulenz und Umlenkung des Gasstroms, was eine gute Voraussetzung für eine sehr gute Kontaktmöglichkeit zwischen Gas und Flüssigkeit ist.
Durch den Einsatz verschiedener Waschlösungen können wasserlösliche und wasserunlösliche sowie anorganische und organische Bestandteile adsorbiert werden. Stoffe wie Lösemittel, CO2, Rauch, Fein- und Grobstaub, sowie Bakterien und Pollen lassen sich abscheiden.

## Anwendungsmöglichkeiten
Die Einsatzmöglichkeiten der regenerativen Fallfilm-Technologie sind vielseitig, dazu gehören:
| - Lösemittelabscheidung - VOC-Abscheidung - Luftbefeuchtung nach Kriterien der VDI 6022 - Entfernung von anorganischen Gasen - Feinstaubentfernung - Abscheidung von Mikroorganismen - Fettabscheidung - Geruchsneutralisation - CO2-Abscheidung aus Biogas und Rauchgasen - Abgasreinigung |

Allgemein können mit der regenerativen Fallfilm-Technologie Schadstoffe abgeschieden und sowohl Rohstoffe als auch Wärme rückgewonnen werden.
Die Vielseitigkeit der Einsatzmöglichkeiten gehört zu den Vorteilen der regenerativen Fallfilmtechnologie. Diese Filter weisen eine große Skalierbarkeit auf und sind relativ flexibel gegenüber Konzentrationsschwankungen. Im Betrieb sind sie sehr leistungsstark und leistungssicher. Die Baugröße eines Fallfilm-Reaktors ist im Vergleich zu Absorptionskolonnen erheblich kleiner. Der Druckverlust bei dieser Technik ist relativ gering.
Nachteile liegen in den Einsatzgrenzen. Die Strömungsgeschwindigkeit der gasförmigen Phase ist begrenzt, da sonst Flüssigkeit mit dem Gasvolumenstrom ausgetragen wird. Bei zu geringem Flüssigkeitsvolumenstrom pro Schlauch wird kein gleichmäßiger Film gebildet, wodurch die Stoffaustauschfläche beeinträchtigt wird.
Im Folgenden sind Vor- und Nachteile von Filtern mit regenerativer Fallfilm-Technologie aufgeführt.
| Vorteile | Nachteile                                                                                 |
| --- | ----------------------------------------------------------------------------------------- |
| - hohe Abscheideleistung - Betriebssicherheit - große Skalierbarkeit - gute Adaptionsfähigkeit an wechselnden Abluftbedingungen - einsetzbar bei schwankender Konzentration sowie bei diskontinuierlichen Prozessen - geringe Betriebskosten - geringe Wartungskosten - niedriger Platzbedarf - Lösemittel können in sehr großer Reinheit zurückgewonnen werden - kein Problem mit Stäuben in der Abluft - keine zusätzlichen Emissionen (CO2, CO, NOx, Geruchsstoffe) | - Absorber-Aufbereitung oder Entsorgung - Geschwindigkeit des Luftvolumenstromes begrenzt |

## Regenerierung
Die Regenerierung der Waschflüssigkeit ist sinnvoll, damit sie im Kreislauf geführt werden kann. Dies dient einerseits zur Flüssigkeitseinsparung, außerdem kann der abgeschiedene Stoff rückgewonnen werden.
Eine Regeneration der Waschflüssigkeit ist durch Phasentrennung, Strippen oder Destillation möglich. Die Phasentrennung geschieht aufgrund von Dichtedifferenzen, dabei schwimmt die leichtere Komponente eines Zweiphasengemisches auf, die schwerere Komponente sinkt nach unten. Beim Strippen wird Gas (Luft) durch die Waschflüssigkeit durchgeblasen und trägt die aufgenommenen Stoffe aus. Strippen ist nur bei physikalischer Bindung zwischen Waschflüssigkeit und Absorptiv möglich. Bei chemischer Bindung kann die Regeneration durch Destillation erfolgen. Dabei wird die Waschflüssigkeit aufgrund unterschiedlicher Siedepunkte zwischen Absorbens und Absorptiv thermisch regeneriert.